# Nicolaus Copernic
Nicolaus Copernic (în poloneză Mikołaj Kopernik, în germană Nikolaus Kopernikus, sau Niklas Koppernigk; n. 19 februarie 1473, Toruń, Prusia Regală – d. 24 mai 1543, Frombork, Prusia Regală) a fost un astronom și cosmolog, matematician și economist, preot și prelat catolic, care a dezvoltat teoria heliocentrică a Sistemului Solar.
Nicolaus Copernic era un etnic german născut în Prusia Regală, un stat autonom condus de regele polonez. Totuși, nu s-a considerat ca un german sau un polonez, ci ca un prusac.

## Biografie
Copernic provenea dintr-o familie de comercianți și înalți funcționari administrativi de etnie germană. Părinții săi au fost Niklas Koppernigk și Barbara Koppernigk (născută Barbara Watzenrode). Tatăl său a fost brutar, un susținător al luptei dusă împotriva cavalerilor teutoni.
După moartea tatălui, în 1483, este luat sub protecția unchiului pe linie maternă, episcopul Lukas Watzenrode, care s-a îngrijit ca nepotul său să primească o educație la cele mai bune universități ale timpului.
Primele studii le-a făcut la școala din Torun, iar în 1492 intră la studii superioare la Universitatea din Cracovia, unde a studiat matematica, retorica, gramatica, poetica și și-a cultivat pasiunea pentru studiul astronomiei.
La 20 de ani obține titlul de doctor în aceste științe.
La încheierea studiilor, în 1496, pleacă în Italia, unde în 1497 începe să studieze medicina și dreptul canonic la Universitatea din Bologna, prima universitate din Europa, aprofundând și studiul literaturii clasice. În Italia a citit despre ideea filosofului grec Aristarh din Samos, care cu mai bine de un mileniu și jumătate înainte afirmase că Pământul și celelalte planete se rotesc în jurul Soarelui, iar nu invers, așa cum susținea opinia comună la acea vreme.

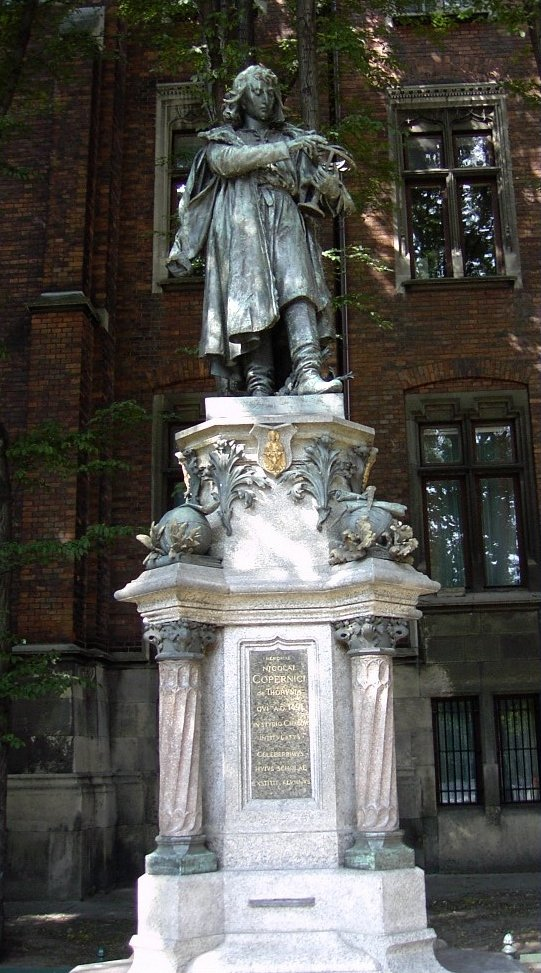
Statuia lui Copernic în fața Universității din Cracovia

În acest timp locuiește în casa matematicianului Domenico Maria Novara, care se ocupa cu scrierile astronomului Ptolemeu, și începe să se intereseze de astronomie și geografie. Împreună observă la 9 martie 1497 acoperirea stelei Aldebaran de către Lună. După terminarea studiilor în 1500, Copernic ține prelegeri de astronomie la Roma și în anul următor este acceptat să studieze medicina la renumita Universitate din Padova. În anul 1503 i se acordă în Ferrara titlul de Doctor în Drept canonic, după care se întoarce în Polonia.
În Italia, Copernic vine în contact cu scrierile vechilor greci și se documentează asupra ipotezei heliocentrice, pe care au susținut-o unii filozofi ai Antichității: Philolaos, Aristarh din Samos, Platon și convinge tot mai mult de falsitatea geocentrismului lui Ptolemeu.
După 1497 a plecat la Viena, unde a studiat astronomia cu Regiomontanus.
În 1501 este chemat la Roma, unde predă matematica și astronomia și, alături de Domenico Maria Novara, efectuează observații astronomice.
Reîntors în Prusia Regală (1511), Copernic și-a desfășurat activitatea în orașele Frauenburg, Allenstein și Lautenburg și a efectuat observații astronomice în turlele acestuia din urmă.
Astfel, între anii 1503 și 1510, locuiește în palatul episcopal al unchiului său în Lidzbark Warmiński, ajutându-l la administrația diocezei. În acest timp redactează un scurt tratat de astronomie, „De Hypothesibus Motuum Coelestium a se Constitutis Commentariolus”, care va fi publicat postum mult mai târziu, în secolul al XIX-lea.
În 1512, înainte de a împlini 40 de ani, Copernic scrisese deja Comentariolus, o descriere a modelului heliocentric al Sistemului Solar, manuscrisul fiind însă destinat numai apropiaților. În același an se mută la Frauenburg, face parte din comitetul "Concilului din Laterano" (1515) pentru reforma calendarului și începe să lucreze la opera sa fundamentală, „De Revolutionibus Orbium Coelestium” („Despre mișcările de revoluție ale corpurilor cerești”), pe care o termină în 1530, dar va fi publicată abia în anul 1543, cu puțin înainte de moarte, fiind conștient de contradicțiile cuprinse față de doctrina oficială a Bisericii Catolice.

## Activitate științifică

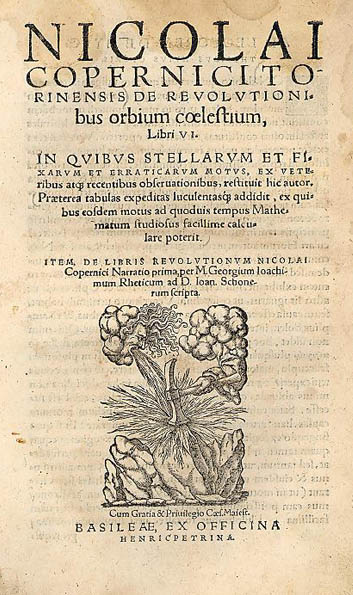
Nicolaus Copernic: De Revolutionibus Orbium Coelestium

Teoria cosmologică a lui Ptolemeu ("Sistemul ptolemeic"), oficial acceptată, concepea existența unui Univers geocentric în care Pământul este fix și imobil, în centrul unor sfere concentrice în rotație pe care se găsesc diversele planete ale Sistemului Solar (cum îl numim astăzi). Sferele finite cele mai externe ar conține așa zisele „stele fixe”. În tratatul său, Copernic reia o veche ipoteză heliocentrică, deja susținută de filosofii pitagoreici, și descrie cele trei tipuri de mișcări ale Pământului: în jurul axei („rotație”), în jurul Soarelui („revoluție”) și în raport cu planul eliptic, menținând teza aristotelo-ptolemeică asupra Universului finit delimitat pe cer de stelele fixe, deși lărgindu-i substanțial dimensiunea în raport cu Universul ptolemaic, pentru a putea explica astfel lipsa paralaxei stelare (între sfera a șaptea a lui Saturn și a opta sferă, aceea a stelelor fixe, Copernic postulează un enorm spațiu).
Impulsul pentru căutarea unei alte teorii decât cea geocentrică a venit inițial din pure considerente „practice”, mai exact ca urmare a constatării că ordinea planetelor pe sferele cerești nu e în nici un fel justificată de geocentrism. Acest aspect mai mult sau mai puțin important din punct de vedere strict astronomic, avea totuși în epocă o importanță copleșitoare, ținând cont că ordinea planetelor juca un rol crucial în realizarea prezicerilor astrologice, atât de populare la elita aristocratică a Europei.
Copernic a devenit conștient de aceste neajunsuri ale astronomiei zilei în perioada stundenției lui la Bologna, unde a aflat despre critica serioasă făcută cu o jumătate de secol înaintea publicării lucrării coperniciene de către umanistul italian Pico dela Mirandola ghicitului astrologic („Tratatul contra ghicitului astrologic” (1491), publicat doar după moartea autorului în 1496).
În epoca lui Copernic astronomia și astrologia nu erau încă nici discipline separate și nici nu se bucurau de o respectabilitate diferită. "Marele tratat" astronomic al lui Ptolemeu (Megali Sintaxis, Almagest) se bucura de aceea de tot atât de mare apreciere și interes ca și azi mai puțin cunoscuta lui scriere astrologică numită "Tetrabiblos".
Principala motivație de a cunoaște și înțelege mecanica cerească era deci la finele Evului Mediu o mai bună prezicere astrolologică, și chiar și la două generații după Copernic, un Kepler sau un Galileo își mai câștigau încă pâinea furnizând preziceri astrologice aristocrației.
Sistemul ptolemeic geocentrist putea să determine direcția unei planete de interes la un moment dat, însă nu era capabil să măsoare distanța între Pământ și această planetă, fapt care avea repercusiuni astrologice, căci ordonarea planetelor nu putea să fie făcută obiectiv, ci doar conform nesigurei ipoteze a lui Ptolemeu: acesta a presupus că cu cât mai mult timp îi ia unei planete să parcurgă circuitul pe boltă, cu atât aceasta e mai depărtată de Pământ. Ipoteza lui devenea însă impotentă în cazul lui Mercur și Venus, care ambele aveau un parcurs pe boltă de un an, caz care era complicat în plus și de "coincidența" că acest termen era și timpul parcursului solar pe ecliptică. Lui Venus și lui Mercur nu li se puteau așadar aloca distanțe diferite față de Pământ apelând la ipoteza ptolemeică, care ea formase totuși timp de mai bine de un mileniu gândirea celor interesați de "știința stelelor" în lumea greacă, latină și arabă. Un sistem heliocentric așa cum gânditori medievali care l-au precedat pe Copernic au luat și ei în considerare fără a-l și adopta, avea avantajul de a permite măsurarea distanței relative a oricărei planete față de noul centru care devenea Soarele, apelând la o triangulație trigonometrică în care distanța Soare-Pământ forma baza cunoscută a triunghiului.
Între 1543 și 1600 puțini au fost adepții sistemului copernician, cei mai renumiți fiind Galileo Galilei și Johannes Kepler. În 1588, astronomul danez Tycho Brahe a emis o teorie de compromis, după care Pământul rămâne nemișcat în timp ce planetele se mișcă în jurul Soarelui, care, la rândul lui, înconjoară Pământul. După respingerea teoriei lui Copernic de către autoritățile ecleziastice cu ocazia procesului lui Galilei (1633), doar câțiva filosofi iezuiți mai acceptau în ascuns ideea unui univers heliocentric. Abia după sfârșitul secolului al XVII-lea, odată cu apariția lucrărilor lui Isaac Newton asupra mecanicei cerești, sistemul copernician a fost admis de majoritatea gânditorilor europeni.

## Impactul operei sale
Copernic nu a fost numai fondatorul astronomiei moderne, ci și inițiatorul primei revoluții științifice.
A deschis o cale nouă, urmată de alți reformatori ai științei.
După o muncă de 40 de ani, a dovedit inconsistența teoriei geocentrice a lui Ptolemeu și astfel a exercitat un puternic impact în mentalitatea Evului Mediu.
Astfel, Copernic a demonstrat că Pământul este o planetă ca toate celelalte, dând o lovitură decisivă teoriilor mistice despre existența unei lumi cerești deosebită de lumea pământeană.
Așa cum se temuse Copernic (care a amânat publicarea ideilor lui timp de aproape trei decenii), ipoteza lui sosea într-un moment critic, anume imediat după ruptura produsă în biserica creștină apuseană de Luther. Concurată fiind acum de protestantism, reacția naturală a Bisericii Catolice a fost copierea fundamentalismului adversarului, mișcare cunoscută de istorici sub numele de Contra-Reformă. Liderii Reformei precum Luther sau Calvin au fost primii care l-au acuzat în termeni fără echivoc pe Copernic de erezie, respingând teza heliocentrică pe motiv că aceasta contrazice cosmologia biblică. Biserica Catolică, a cărei practică uzuală fusese până atunci adaptarea pozițiilor ei la noile cunoștințe (integrarea neo-aristotelismului în doctrina oficială a fost un astfel de exemplu), de frică că ar putea pierde adepți, va emula în privința copernicianismului teologia protestantă cu accentul ei pus pe litera Bibliei, și va condamna în 1616 toate scrierile care susțineau heliocentrismul. Koiré consideră că un factor decisiv în schimbarea de atitudine a autorităților catolice l-a avut și realizarea gravelor consecințe de ordin teologic pe care le aducea heliocentrismul copernician, care făcea din Pământ o simplă planetă printre altele, așa cum arătase deja la acel moment criza declanșată de teza universului infinit și ipoteza existenței mai multor lumi (sisteme solare), așa cum speculase turbulentul Giordano Bruno. Pe de altă parte, pentru întreaga ierarhie religioasă (catolică și protestantă) mai importantă și amenințătoare chiar decât ipoteza heliocentrică propusă de Copernic, era pretenția lui și a discipolilor lui de a pune speculația științifică sau filozofică mai presus decât Biblia (și exegeza biblică), așa cum dovedea polonezul prin chiar dedicația către Papă din deschiderea primei ediții. Dacă până nu cu mult timp în urmă teologia mai era încă cunoscută sub numele de "regina științelor" în timp ce știința însăși - "filozofia", cum era ea numită în epocă - era considerată "sluga teologiei" (ancilla theologiae), noile științe precum matematica și astronomia pretindeau acum că dobândeau și vehiculau adevăruri în lumina cărora trebuia citită și înțeleasă (interpretată) chiar și Biblia.
Doctrina sa heliocentrică a fost completată și dezvoltată de Johannes Kepler și apoi de Isaac Newton, care i-a dat forma definitivă și explicația fizică.
De asemenea, susținători ai lui Copernic precum Thomas Digges și Giordano Bruno ajung la ideea universului nesfârșit.
Clerul a cerut condamnarea lui Copernic, iar scrierile sale au fost interzise de Biserica Catolică.

## Scrieri
- 1513: De revolutionibus orbium, lucrare retipărită la Nürnberg în 1543 și apoi la Amsterdam în 1617
- Despre revoluțiile sferelor cerești, care a marcat ruptura dintre concepțiile medievale și cele renascentiste referitoare la lume
- 1542: Trigonometria Copernici.

## Omagieri

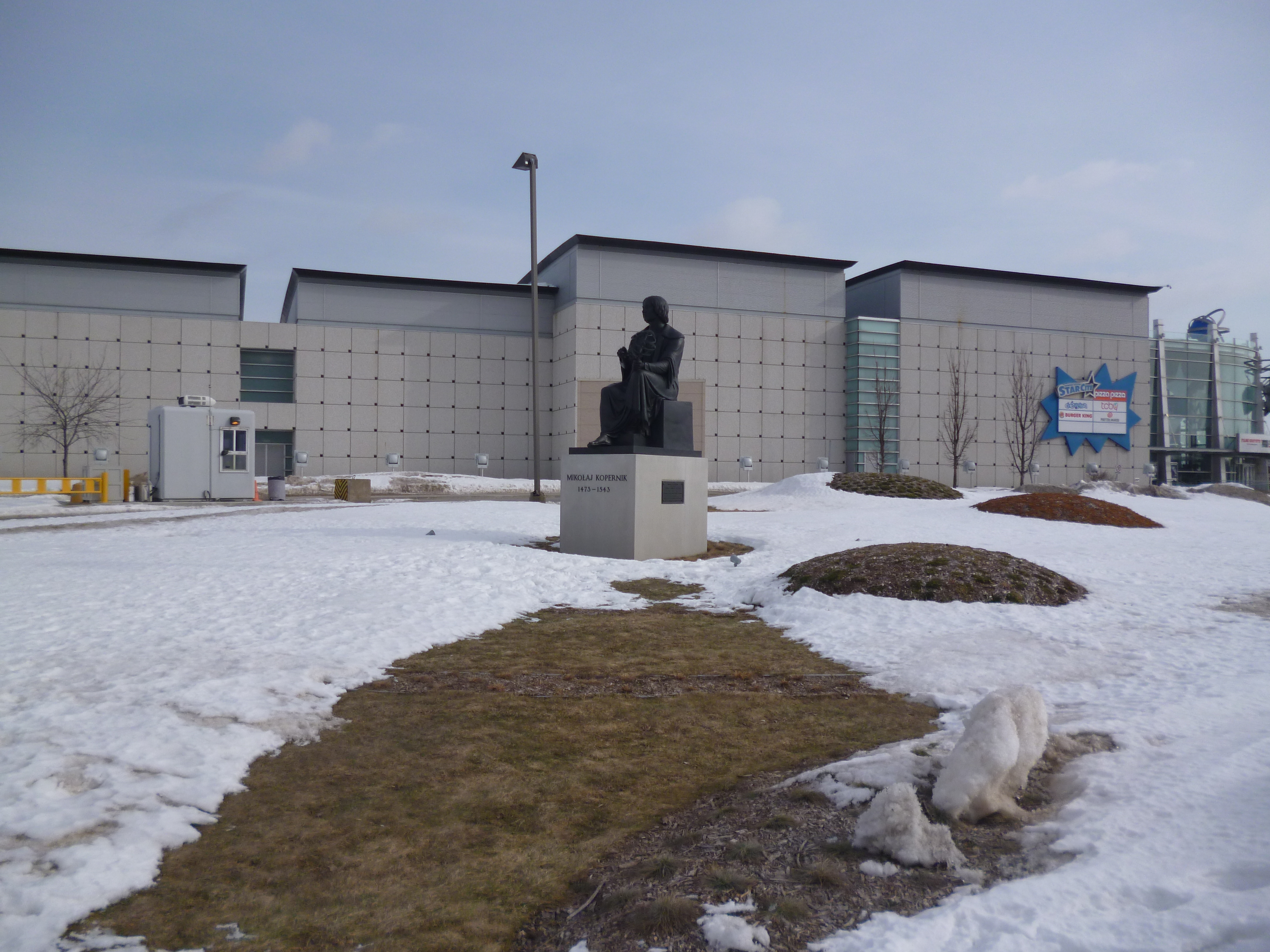
Statuia lui Copernic, în proximitatea Stadionului Olimpic din Montréal (Canada).

- Copernic este un crater de impact lunar.
- Asteroidul 1322 Coppernicus a fost denumit în onoarea sa (Coppernicus este una din denumirile germane).[40]
- Copernicium este un element chimic, cu simbolul Cn și numărul atomic 112.
- Rue Copernic este o stradă din al 16-lea arondisement al Parisului.
- În celebrele filme Înapoi în viitor (în engleză, Back to the Future) de Robert Zemeckis, câinele Doctorului Emmett Brown, jucat de Christopher Lloyd, este numit Copernic (în 1955 doar, apoi Einstein, în 1985).